# Zsuzsa Nagy
Zsuzsa Nagy född den 14 november 1951 i Budapest, Ungern, är en ungersk gymnast.
Hon tog OS-brons i lagmångkampen i samband med de olympiska gymnastiktävlingarna 1972 i München.